# Гроза авторитетов (футбольный приз)
«Гроза авторитетов» — приз, учреждён редакцией еженедельника «Спортивная Москва» в 1976 году. В дальнейшем стал вручаться газетой «Московская правда». Приз вручался команде, набравшей наибольшее количество очков в матчах с призёрами чемпионата СССР и чемпионата России по футболу. Официально приз «Гроза авторитетов» был вручен 29 раз, его владельцами стали 19 клубов высшей лиги СССР и России. Рекордсмен — одесский «Черноморец» (4 раза становился победителем — лауреатом приза). «Черноморец» является и рекордсменом по наибольшему количеству процентов очков в матчах с призёрами чемпионата за один сезон — 75% (9 из 12 возможных очков) в 1984 году.
В случае равенства очков обладателем приза становилась команда, набравшая большее количество очков в гостевых матчах и занявшая более высокое место в турнирной таблице.

## Обладатели приза
Чемпионат СССР
| Сезон    | Команда                     | Очки | Возм. | Место |
| -------- | --------------------------- | ---- | ----- | ----- |
| 1976 (в) | «Крылья Советов» (Куйбышев) | 3    | 6     | 6     |
| 1976 (о) | «Днепр» (Днепропетровск)    | 4    | 6     | 13    |
| 1977     | «Динамо» (Москва)           | 6    | 12    | 4     |
| 1978     | «Пахтакор» (Ташкент)        | 6    | 12    | 11    |
| 1979     | «Динамо» (Тбилиси)          | 7    | 12    | 4     |
| 1980     | «Черноморец» (Одесса)       | 7    | 12    | 7     |
| 1981     | «Динамо» (Москва)           | 8    | 12    | 4     |
| 1982     | «Черноморец» (Одесса)       | 7    | 12    | 10    |
| 1983     | «Жальгирис» (Вильнюс)       | 6    | 12    | 5     |
| 1984     | «Черноморец» (Одесса)       | 9    | 12    | 4     |
| 1985     | «Динамо» (Тбилиси)          | 6    | 12    | 8     |
| 1986     | «Динамо» (Минск)            | 7    | 12    | 10    |
| 1987     | «Торпедо» (Москва)          | 6    | 12    | 4     |
| 1988     | «Спартак» (Москва)          | 7    | 12    | 4     |
| 1989     | «Жальгирис» (Вильнюс)       | 8    | 12    | 4     |
| 1990     | «Арарат» (Ереван)           | 8    | 12    | 7     |
| 1991     | «Черноморец» (Одесса)       | 6    | 12    | 4     |

Чемпионат России
| Сезон | Команда                            | Очки | Возм. | Место |
| ----- | ---------------------------------- | ---- | ----- | ----- |
| 1992  | Локомотив (Москва)                 | 4    | 12    | 4     |
| 1993  | Текстильщик (Камышин)              | 6    | 12    | 4     |
| 1994  | Ротор (Волгоград)                  | 8    | 12    | 4     |
| 1995  | Ротор (Волгоград)                  | 8    | 18    | 7     |
| 1996  | ЦСКА (Москва)                      | 11   | 18    | 5     |
| 1997  | Черноморец (Новороссийск)          | 9    | 18    | 6     |
| 1998  | Зенит (Санкт-Петербург)            | 8    | 18    | 5     |
| 1999  | Торпедо (Москва)                   | 9    | 18    | 4     |
| 2000  | ЦСКА (Москва)                      | 9    | 18    | 8     |
| 2001  | Торпедо (Москва)                   | 11   | 18    | 4     |
| 2002  | Сатурн-REN TV (Московская область) | 9    | 18    | 6     |
| 2003  | Шинник (Ярославль)                 | 9    | 18    | 5     |